# Castell de Schengen
El castell de Schengen (en luxemburguès: Schlass Schengen, en francès Château de Schengen) situat a la vila de Schengen al sud-est del Gran Ducat de Luxemburg, prop de les fronteres amb França i Alemanya. Data de l'any 1390, però va ser gairebé completament reconstruït al segle xix. Des del 2010 es va transformar en hotel i centre de conferències.

## Història
El castell del segle xiv va ser derrocat per l'industrial Jean-Nicolas Collart el 1812 quan hi va construir una casa senyorial en el seu lloc. Tot el que va quedar de l'edifici medieval va ser la torre mestra. El visitant més famós del castell va ser, sens dubte, l'escriptor Victor Hugo que el 1871 va fer un esbós de la vella torre.
Des del 1939, el castell va ser ocupat per la congregació de Santa Elisabet, però per l'abril de 2010, va obrir les portes com un hotel i centre de conferències. Al costat dels edificis dels voltants, té sales de reunions amb capacitat per a cent participants.